# Ef collage
ef collage（エフ・コラージュ）は、日本の男女2人組からなる音楽ユニット。1998年シングル「Today」でパイオニアLDCからデビュー。通称「エフコラ」。

## メンバー
- Sammy - ボーカル、作詞
- 山崎燿 - キーボード、作編曲[2]

## 作品

### シングル
- 「Today」（1998年9月23日発売）

1. Today
作詞：山田ひろし、作編曲：山﨑耀[3]
2. I can see your smile!!（NHK「サンデースポーツ」エンディング・テーマ曲）[4]
作詞：有馬寿美、作編曲：山﨑耀[5]

- 「星」（1998年11月26日発売）[6]

1. 星
作詞：有馬寿美、作編曲：山﨑耀[7]
2. Happy your special day
作詞：有馬寿美、作編曲：山﨑耀[8]

### 配信限定
- 「Tell Me」（2013年10月23日配信開始）

1. Tell Me
作詞：有馬寿美、作編曲：山﨑耀
2. 異国の街では
作詞：有馬寿美、作編曲：山﨑耀